# Tănkovo (distrikt i Burgas)
Tănkovo (bulgariska: Тънково) är ett distrikt i Bulgarien.   Det ligger i kommunen Nesebăr och regionen Burgas, i den östra delen av landet, 400 km öster om huvudstaden Sofia.